# المیرا، میسوری
المیرا (به انگلیسی: Elmira) یک روستا (ایالات متحده آمریکا) در ایالات متحده آمریکا است که در شهرستان ری، میزوری واقع شده‌است.
 المیرا ۰٫۱۹ کیلومتر مربع مساحت و ۵۰ نفر جمعیت دارد و ۲۹۱ متر بالاتر از سطح دریا واقع شده‌است.